# La Samaritaine
La Samaritaine egy áruház Párizsban, a Szajna partján, közvetlenül a Louvre mögött.
Az épületet 1903-ban építették szecessziós stílusban. A belső teret gazdag organikus formák jellemzik, ólomüveg ablakok, festett lépcsők és öntöttvas erkélyek, valamint virágmotívumokkal díszített csempézett falpanelek. A 11. emeleti teraszon egy kávézó található, csodálatos kilátással.
Az áruházat a Cognacq-Jay család alapította, akik nagy összegeket adományoztak humanitárius célokra, és a művészet nagy szerelmesei is voltak. A műalkotások a Cognacq-Jay Múzeumban tekinthetők meg a rue Elzévir-en. A La Samaritaine ma az LVMH vállalat tulajdonában van.